# Alfred-Henri Bramtot
Alfred-Henri Bramtot, né le 18 juillet 1852 à Paris et mort le 16 juin 1894 à Garennes-sur-Eure, est un artiste peintre français.

## Biographie
Fils du chef du secrétariat de la Banque de France, Alfred-Henri Bramtot étudie à l'École des Beaux-Arts de Paris dans l'atelier de William Bouguereau. Il remporte le prix de Rome de peinture en 1879 avec La Mort de Démosthène. Après son séjour romain à la villa Médicis, il commence une carrière de peintre et de décorateur. Après avoir concouru sans succès pour le décor de la mairie d'Arcueil-Cachan, il participe au décor de la salle du conseil municipal de la mairie des Lilas, sur le thème du suffrage universel en 1889, dont les esquisses sont conservées au Musée des Beaux-Arts de la Ville de Paris. En 1893, il fournit le carton au maître verrier Félix Gaudin pour le vitrail de sainte Catherine, devant orner l'une des baies de l'église Sainte-Catherine de Lille. Il participe régulièrement au Salon : il obtient une médaille de troisième classe en 1876 et est hors-concours après 1885.
Le 24 avril 1886, le New York Times signale à ses lecteurs son tableau Les Amis de Job exposé au Salon (Paris).
Il est l'auteur avec Georges Charles Victor Duval de dessins destinés aux émissions monétaires papier pour les colonies françaises.
Il était maître de dessin à l'École polytechnique.
Son atelier parisien se situait au no 3 rue Joseph-Bara à Paris.

## Liste des peintures
| Tableau | Titre                                                    | Date      | Dimensions       | Notes | Lieu de conservation                                                       |
| ------- | -------------------------------------------------------- | --------- | ---------------- | ----- | -------------------------------------------------------------------------- |
|         | Saint Sébastien                                          | 1875      |                  |       | localisation actuelle inconnue (autrefois à la mairie de Clermont-Ferrand) |
|         | Aristée                                                  | 1876      |                  |       | Localisation inconnue[réf. nécessaire]                                     |
|         | Figure peinte                                            | 1877      | 81 x 65 cm       |       | Paris, École nationale supérieure des beaux-arts                           |
|         | Le Massacre des Innocents                                | 1878      |                  |       | [réf. nécessaire]                                                          |
|         | La Mort de Démosthène                                    | 1879      | 145 x 113 cm     |       | Paris, École nationale supérieure des beaux-arts                           |
|         | Le Sabbat                                                | 1880      |                  |       | [réf. nécessaire]                                                          |
|         | Le Supplice d'Ixion                                      | 1881      | 238 x 160 cm     |       | Nîmes, musée des beaux-arts                                                |
|         | L'Homme à la pipe                                        | 1881      | 22,5 x 15 cm     |       | Amsterdam, Amsterdam Museum                                                |
|         | Compassion                                               | 1882      | 257,4 x 174,7 cm |       | Newcastle, Laing Art Gallery                                               |
|         | Héliodore (copie d'après Raphaël)                        | 1883      |                  |       | Paris, École nationale supérieure des beaux-arts                           |
|         | Le Départ de Tobie                                       | 1885      | 240 x 390 cm     |       | Bourges, musée du Berry                                                    |
|         | Les Amis de Job                                          | 1886      | 87 x 153 cm      |       | Richmond, Virginia Museum of Art                                           |
|         | Le panier d'oranges                                      | 1886      | 51,5 x 40,3 cm   |       | Collection particulière[réf. nécessaire]                                   |
|         | Léda                                                     | 1887      | 136 x 220 cm     |       | Paris, Institut de France                                                  |
|         | Les Fiancés. Les grands-parents                          | 1888      | 45,5 x 135 cm    |       | Paris, Petit Palais                                                        |
|         | La Famille. Le repas de midi                             | 1888      | 45 x 75 cm       |       | Paris, Petit Palais                                                        |
|         | Le Suffrage universel, esquisse pour la mairie des Lilas | 1889      | 34,5 x 52 cm     |       | Paris, Petit Palais                                                        |
|         | Le Suffrage universel                                    | 1890-1891 |                  |       | Les Lilas, mairie                                                          |
|         | Portrait de monsieur Ducros Aubert                       | 1890      | 67 x 53 cm       |       | Marseille, musée des beaux-arts                                            |
|         | Ruth et Noémie                                           | 1890      |                  |       | Localisation inconnue[réf. nécessaire]                                     |
|         | Scène biblique. Le départ de Tobie                       | 1890      | 96,5 x 149,9 cm  |       | Collection particulière[réf. nécessaire]                                   |
|         | La Pêche galante                                         | 1892      | 75,5 x 101 cm    |       | Collection particulière[réf. nécessaire]                                   |
|         | La Préparation du repas                                  |           | 73 x 54 cm       |       | Collection particulière[réf. nécessaire]                                   |
|         | Vénus et l'Amour                                         |           | 143 x 99 cm      |       | Collection particulière[réf. nécessaire]                                   |
|         | Portrait d'une jeune italienne                           |           | 21 x 14 cm       |       | Collection particulière[réf. nécessaire]                                   |
|         | Le petit Saint Jean-Baptiste                             |           | 30 × 24 cm       |       | Collection particulière[réf. nécessaire]                                   |
|         | Rêve de Marie                                            |           |                  |       | Mulhouse, musée des beaux-arts                                             |
|         | Élégante à la robe rose                                  |           | 50 x 60 cm       |       | Collection particulière {France}                                           |